# Original Jazz Classics
Original Jazz Classics (OJC) ist ein 1982 unter dem Dach von Fantasy Records gegründetes Reissue-Label für klassische Jazz-Aufnahmen der mit Fantasy verbundenen Labels Prestige Records, Milestone Records, Riverside Records, Pablo Records, Debut Records, Galaxy Records, Contemporary Records und Jazzland. Die Alben werden mit dem Original-Cover und den Original-Liner-Notes veröffentlicht. 2007 umfasste der Katalog über 1000 Titel. Wie Fantasy gehört das Label heute zur Concord Music Group.